# Mayrhof
Mayrhof è un comune austriaco di 330 abitanti nel distretto di Schärding, in Alta Austria.